# Hamilton Street Railway
Pour les articles homonymes, voir HSR.

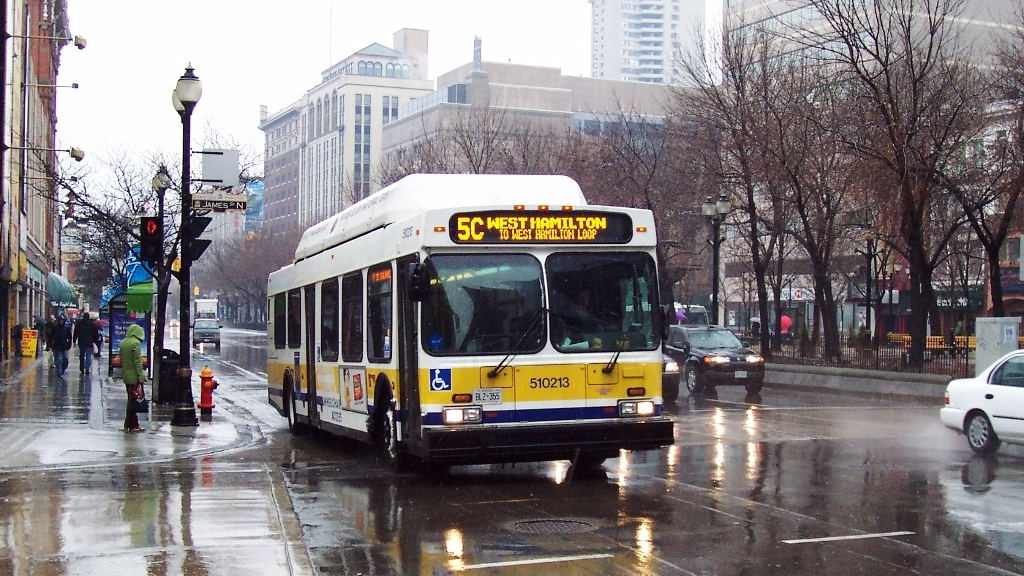
Bus de la ligne 5C de la HSR

Hamilton Street Railway Company (HSR) est l'organisme municipal responsable de la gestion des transports en commun dans la ville de Hamilton, en Ontario, au Canada. La société a été fondée en 1874 et gérait à l'origine les lignes de tramway de la ville, d'où son nom. Le réseau de transport dépendant de la HSR n'est aujourd'hui constitué que de lignes de bus.